# Монастырь Апостола Варнавы
Монастырь Апостола Варнавы (греч. Ιερά Μονή Αποστόλου Βαρνάβα) — недействующий ставропигиальный мужской монастырь Кипрской Православной Церкви. Находится в 3 км к западу от древнего города Саламин.
Монастырь Апостола Варнавы был основан в V веке. С 1974 года территория монастыря находится под контролем Турецкой республики Северного Кипра, в нём с этого времени расположился археологический музей, чью коллекцию составляют артефакты, найденные на территории Северного Кипра.

## История
Согласно преданию, монастырь был основан в V веке кипрским архиепископом Анфемием при финансовой поддержке византийского императора  Зинона. По преданию, архиепископу Анфемию трижды являлся во сне апостол Варнава, указывая место своего захоронения. Там священнослужитель и нашёл сундук со святыми мощами Варнавы и копию Евангелия от Матфея. С этими реликвиями он отправился в Константинополь, где и получил признание и поддержку от византийского императора.
Сохранившиеся до сегодняшнего дня строения монастыря датируются XV веком. А после реконструкции 1756—1757 годов монастырь приобрёл свой современный вид. 
С 1974 года территория монастыря находится под контролем Турецкой республики Северного Кипра. В 1976 году монастырь покинул последний монах.